# Débuts à Broadway
Pour plus de détails, voir Fiche technique et Distribution.

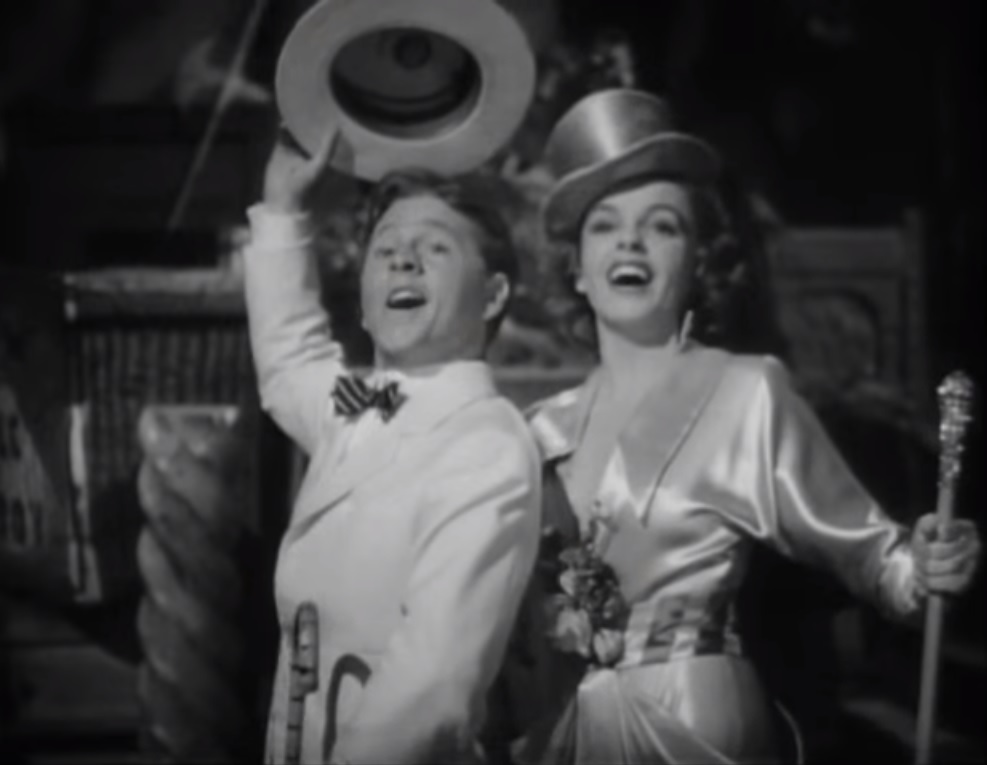
Mickey Rooney et Judy Garland

Débuts à Broadway (Babes on Broadway) est un film américain en noir et blanc réalisé par Busby Berkeley, sorti en 1941.

## Synopsis
Tommy (Mickey Rooney) et ses deux amis, Ray (Ray McDonald) et Hammy (Richard Quine), rêvent de devenir des vedettes de music-hall à Broadway, mais le succès ne leur sourit pas : le spectacle qu'ils donnent chaque jour se déroule dans un petit restaurant italien et non pas sur la scène d'un prestigieux théâtre. D'ailleurs faute de clients, le restaurateur, peiné, doit les renvoyer.
C'est alors qu'ils font la connaissance de Miss Jones (Fay Bainter), l'assistante du célèbre producteur Thornton Reed (James Gleason) qui, leur trouvant beaucoup de talent, leur organise une audition privée avec son patron. Peu de temps après, Tommy fait l'heureuse rencontre de Penny (Judy Garland), la fille d'un professeur de piano, désirant elle aussi plus que tout percer dans le show business. Malheureusement, rien ne se passera comme prévu mais les jeunes gens, vont tout mettre en œuvre pour que leur talent soit enfin reconnu.

## Fiche technique
- Titre : Débuts à Broadway
- Titre original : Babes on Broadway
- Réalisation : Busby Berkeley
- Scénario : Elaine Ryan, Fred Finklehoffe, d'après une histoire de Fred Finklehoffe
- Musique : Roger Edens
- Directeur musical : George Stoll
- Orchestration et vocals : Léo Arnaud, Conrad Salinger et George Bassman
- Direction artistique : Cedric Gibbons
- Décorateur de plateau : Edwin B. Willis
- Costumes : Robert Kalloch et Gile Steele
- Images : Lester White
- Montage : Fredrick Y. Smith
- Production : Arthur Freed
- Société de production : Metro-Goldwyn-Mayer
- Pays de production :  États-Unis
- Langue d'origine : anglais américain
- Format : noir et blanc — son : mono (Western Electric Sound System)
- Genre : film musical et comédie romantique
- Durée : 118 minutes
- Dates de sortie :
  - États-Unis : 31 décembre 1941 (première à New York)
  - France : 25 février 1947

## Distribution
- Mickey Rooney : Tommy 'Tom' Williams
- Judy Garland : Penny Morris
- Fay Bainter : Miss 'Jonesy' Jones
- Virginia Weidler : Barbara Josephine 'Jo' Conway
- Ray McDonald : Ray Lambert
- James Gleason : Thornton Reed
- Richard Quine : Morton 'Hammy' Hammond
- Emma Dunn : Mrs Williams
- Donald Meek : M. Stone
- Alexander Woollcott : lui-même
- Luis Alberni : Nick
- Joe Yule : Mason
- Frederick Burton : M. Morris

Acteurs non crédités
- Ava Gardner : une jeune femme à l'audition
- Margaret O'Brien: une petite fille à l'audition
- Jean Porter : chorus girl
- Donna Reed : la secrétaire de Miss Jonesy
- Charles Wagenheim : le compositeur de Reed
- Bryant Washburn : le directeur de Reed

## Numéros Musicaux
- Babes on Broadway (Générique de début) (MGM Studio Chorus)
- Anything Can Happen in New York (Mickey Rooney, Ray McDonald, et Richard Quine)
- How About You? (Judy Garland et Mickey Rooney)
- Hoe Down (Judy Garland, Mickey Rooney, Six Hits and a Miss, The Five Musical Maids, et MGM Studio Chorus)
- Chin Up! Cheerio! Carry On! (Judy Garland, St. Luke's Episcopal Church Choristers, et MGM Studio Chorus)

Séquence du Théâtre Fantôme :
- Cyrano de Bergerac (Mickey Rooney joue Richard Mansfield)
- Mary's a Grand Old Name (Judy Garland joue Fay Templeton)
- She's Ma Daisy (Mickey Rooney joue Harry Lauder)
- I've Got Rings On My Fingers (Judy Garland joue Blanche Ring)
- La Marseillaise (Judy Garland joue Sarah Bernhardt)
- The Yankee Doodle Boy (Mickey Rooney et Judy Garland)
- Bombshell from Brazil (Judy Garland, Mickey Rooney, Richard Quine, Ray McDonald, Virginia Weidler, Anne Rooney, Robert Bradford, et MGM Studio Chorus)
- Mama Yo Quiero (Mickey Rooney)

Séquence du Spectacle des Ménestrels :
- Blackout Over Broadway (Judy Garland, Mickey Rooney, Ray McDonald, Virginia Weidler, Richard Quine, Anne Rooney et MGM Studio Chorus)
- By the Light of the Silvery Moon (Ray McDonald)
- Franklin D. Roosevelt Jones (Judy Garland et MGM Studio Chorus)
- Old Folks at Home (Eddie Peabody doublant Mickey Rooney au banjo)
- Alabamy Bound (Eddie Peabody doublant Mickey Rooney au banjo)
- Waiting for the Robert E. Lee (Judy Garland, Mickey Rooney, Virginia Weidler, Anne Rooney, Richard Quine, et MGM Studio Chorus)
- Babes on Broadway (Final) (Judy Garland, Mickey Rooney, Virginia Weidler, Ray McDonald, Richard Quine, et MGM Studio Chorus)

## Autour du film
- Le personnage de Mason, l'assistant de Thornton Reed, est joué par Joe Yule, le père de l'acteur Mickey Rooney.
- Vincente Minnelli y dirige pour la première fois, mais non officiellement, Judy Garland[1].